# موسى بن نصير
أبو عبد الرحمن موسى بن نصير (19 هـ/640 م - 97 هـ/716 م) قائد عسكري عربي لعب دورًا بارزًا في انتشار الإسلام وتوسيع رقعة الدولة الأموية. شارك موسى بن نصير في فتح قبرص في عهد الخليفة معاوية بن أبي سفيان، ثم أصبح واليًا على إفريقية من قبل الخليفة الوليد بن عبد الملك، واستطاع ببراعة عسكرية أن ينهي نزعات البربر المتوالية للخروج على حكم الأمويين، كما أمر بفتح شبه الجزيرة الأيبيرية، وهو الغزو الذي أسقط حكم مملكة القوط في هسبانيا.

## نشأته
هناك اختلاف على أصول موسى بن نصير، فقد ذكر ابن بشكوال أن اسمه موسى بن نصير بن عبد الرحمن بن زيد،  وذكر بعض المؤرخين أن أباه كان مولى من موالي قبيلة لخم وقيل من صلبها وهو الأرجح، وأن أباه كان على حرس معاوية بن أبي سفيان، وقيل على شرطة معاوية عندما كان واليًا على الشام في خلافة عمر وعثمان، ثم أصبح وصيفًا لعبد العزيز بن مروان، فأعتقه. وذكر آخرون أنه ينتسب إلى بني بكر بن وائل، وأن أباه نصير كان من الذين أسرهم خالد بن الوليد في معركة عين التمر عام 12 هـ. وذكر آخرون أنه من أراشة من قبيلة بلي سبي أبوه من جبل الخليل من الشام في أيام الصديق، وكان اسم أبيه نصرا فصغر،  قال ابن كثير في تاريخه "موسى بن نصير أبو عبد الرحمن اللخمي: ويقال إنه ولد في سنة تسع عشرة، وأصله من عين التمر، وقيل إنه من اراشة من بلي، سبي أبوه من جبل الخليل من الشام في أيام الصديق"، أما عن مولده، فقد قال شكيب أرسلان "موسى بن نصير من أهل الحجاز، وُلد في زمان عمر بن الخطاب"، وذُكرَ أنه ولد موسى في عام 19 هـ. في عهد معاوية بن أبي سفيان، تولى موسى قيادة غزو قبرص. وفي عام 73 هـ، نقل عبد الملك بن مروان أخيه بشر من قيادة جند مصر إلى البصرة، وعينه واليًا عليها. فأخذ بشر موسى معه لمعاونته، وعينه على خراج البصرة. ولما ولي الحجاج البصرة، اتهم موسى باختلاس أموال خراج البصرة، فغضب عليه الخليفة عبد الملك بن مروان وأغرمه، ولم ينقذه من هذا الاتهام سوى عبد العزيز بن مروان، الذي تحمّل نصف الغرامة المالية، وأخذه معه لولايته في مصر.

## ولايته لإفريقية
بعد أن لحق بعبد العزيز بن مروان في مصر، وجهه عبد العزيز عام 84 هـ بحملة على برقة، فغنم منها وسبى. ثم ولى عبد العزيز بن مروان والي مصر(1) موسى بن نصير على إفريقية خلفًا لحسان بن النعمان عام 78 هـ وقيل عام 86 هـ أو 89 هـ في خلافة الوليد بن عبد الملك استطاع موسى أن يخمد ثورات البربر المتعاقبة، ويعيد فتح المناطق التي كان البربر قد انتزعوها من المسلمين بعد فتحها أول مرة، وبعث بالغنائم إلى عبد العزيز الذي بعثها بدوره إلى الخليفة عبد الملك بن مروان، فسكن غضب عبد الملك على موسى. وقد اهتم موسى بنشر الإسلام بين البربر ومسالمتهم واستمالة رؤوسهم، ليضمن ألا ينزعوا للثورة مجددًا، فانضم إلى جيشه الآلاف منهم بعد إسلامهم.
ونظرًا للجوء البيزنطيين للغزوات البحرية بعد أن خسروا معاركهم البرية، شرع موسى في بناء دار صناعة قرب أطلال قرطاجنة لبناء أسطول قوي لحماية الثغور. وفي عام 89 هـ، وجه موسى ابنه عبد الله لغزو جزر البليار، فافتتح ميورقة ومنورقة، كما أرسل حملات لغزو سردانية وصقلية، عادت محملة بالغنائم. كما استطاع فتح طنجة، ولم يبق بذلك في المغرب الأقصى سوى سبتة التي كانت تحت حكم يوليان القوطي.

## فتح الأندلس
وفي عام 90 هـ، راسل الكونت يوليان موسى بن نصير وقيل قائده في طنجة طارق بن زياد يدعو المسلمين لغزو الأندلس، لعداوة بينه وبين رودريك ملك القوط. فكتب موسى للوليد يخبره بدعوة يوليان، فأمره باختبارها بالسرايا، ولا يغرر بالمسلمين بخوض بحر شديد الأهوال. إلا أن موسى طمأنه بأنه ليس بحرًا وإنما خليج، فرد الوليد بأنه وإن كان خليجًا اختبره بالسرايا. فأرسل موسى في رمضان 91 هـ سرية من 400 مقاتل ومائة فارس بقيادة طريف بن مالك، فنزلوا جزيرة سميت بعد ذلك بجزيرة طريف، أصابت مغانم كثيرة.
عندئذ، جهز موسى جيشًا من 7,000 مقاتل معظمه من البربر وولى قيادته طارق بن زياد، وأمره بالعبور للأندلس عام 92 هـ. فجاز طارق بجنوده في 5 رجب 92 هـ إلى موضع الجبل الذي ينسب إليه اليوم. وحين بلغ رودريك خبر جيش طارق جمع جيشًا عظيمًا بلغ نحو مائة ألف مقاتل، وزحف به من عاصمته طليطلة. وحين بلغ طارق خبر حجم حشود رودريك، استمد موسى فأمده بخمسة آلاف مقاتل، ليصبح جيشه 12,000 مقاتل. والتقى الجيشان في 28 رمضان 92 هـ/17 يوليو 711 م قرب شذونة جنوب بحيرة خندة عند وادي لكة، فهزم المسلمون جيش رودريك، وفر رودريك ولم يظهر مرة أخرى. ثم قسم طارق جيشه فبعث مغيث الرومي مولى الوليد بن عبد الملك في سبعمائة فارس إلى قرطبة، وأرسل مجموعات أخرى إلى إلبيرة ورية، وتوجه هو بباقي الجيش إلى طليطلة. نجحت مجموعات قرطبة وإلبيرة ورية في فتح تلك المناطق، كما دارت معركة صغيرة بين المسلمين والقوط في تدمير، نتج عنها معاهدة بين المسلمين وقائد القوط ثيوديمير.
أرسل طارق إلى موسى يُعلمه بالفتح. فأرسل موسى إلى الوليد بن عبد الملك يبشره، وإلى طارق يأمره بأن لا يستكمل الفتح ويبقى بقرطبة حتى يلحق به. ثم استخلف موسى ابنه عبد الله على القيروان، وعبر إلى الأندلس في رجب 93 هـ. بعد نزوله الأندلس، سلك موسى طريقًا غير الذي سلكه طارق، وافتتح مدن شذونة وقرمونة وإشبيلية وباجة وماردة. ثم ثار أهل إشبيلية على حاميتها من المسلمين وقتلوهم، فأرسل لهم موسى ولده عبد العزيز فأعاد فتحها، ومنها افتتح عبد العزيز لبلة. ثم سار موسى يريد دخول طليطلة، فلقيه طارق في طلبيرة، وأنّبه على مخالفته له في بعض الأمور ثم سارا معًا إلى طليطلة، ثم أرسل من افتتح سرقسطة ومدنها.
وفي عام 95 هـ، جاءت رسل الخليفة الوليد تدعو موسى بالقدوم عليه، فخرج موسى ومعه طارق بن زياد ومغيث الرومي يريدون دمشق، واستخلف ولده عبد العزيز مكانه الذي اتخذ من إشبيلية قاعدة له. ووفد موسى ومعه طارق على الخليفة سليمان بن عبد الملك بعد وفاة الوليد عام 96 هـ. وتقول الروايات العربية، أن سليمان راسل موسى يطالبه بأن يتأنى في القدوم، رغبة منه في أن يدخل عليه في صدر خلافته، وقد كان الوليد في مرض موته، إلا أن موسى رفض، وجدّ في السير، وهنا تختلف الروايات فبعضها يقول بأنه أن أدرك الوليد قبل موته، والبعض يقول أنه وصل دمشق بعد أن أصبح سليمان خليفة. وعند قدوم موسى على سليمان، أمر سليمان بعزله واتهمه باختلاس أموال وسجنه وأغرمه، ولم ينقذه سوى شفاعة يزيد بن المهلب الذي كانت له حظوة عند سليمان.

## وفاته وشخصيته
قال عنه ابن خلكان: «كان عاقلاً كريمًا شجاعًا ورعًا تقيًّا لله تعالى، لم يُهزم له جيشٌ قطُّ.» ويعد موسى بن نصير من التابعين، وقد روى عن تميم الداري، وروى عنه يزيد بن مسروق اليحصبي. وقد خرج مع الخليفة سليمان بن عبد الملك للحج عام 97 هـ، ومات في الطريق في وادي القرى أو بمر الظهران، وصلى عليه مسلمة بن عبد الملك. وإلى جانب مواهبه العسكرية والإدارية، كان موسى بليغًا في النثر والنظم.

## الملاحظات
- 1: كانت إفريقية في تلك الفترة تتبع ولاية مصر، وكان والي مصر هو من يعين ولاة إفريقية.

| سبقه حسان بن النعمان | والي إفريقية 78 - 93 هـ | تبعه عبد الله بن موسى   |
| سبقه طارق بن زياد    | والي الأندلس 93 - 95 هـ | تبعه عبد العزيز بن موسى |